# Jonathan Flores
Jonathan Uriel Flores Álvarez (ur. 14 lipca 2006 w Nezahualcóyotl) – meksykański piłkarz występujący na pozycji lewego obrońcy, od 2025 roku zawodnik Pumas UNAM.